# John Nunn (Ruderer)
John Hamann Nunn (* 12. Oktober 1942 in Terre Haute, Indiana) ist ein ehemaliger Ruderer aus den Vereinigten Staaten. Er war 1968 Olympiadritter mit dem Doppelzweier.

## Karriere
Der 1,98 m große John Nunn besuchte die Cornell University und gewann 1962 und 1963 Titel der Intercollegiate Rowing Association. Seine eigentliche Ruderkarriere kam erst nach seiner Graduierung in Gang. Bei den Panamerikanischen Spielen 1967 trat er im Einer an und gewann die Silbermedaille hinter dem Argentinier Alberto Demiddi.
1968 bildete er mit William Maher einen Doppelzweier. Bei den Olympischen Spielen 1968 in Mexiko-Stadt gewannen die beiden den ersten Vorlauf und das zweite Halbfinale. Im Finale lagen sie bei der 1000-Meter-Marke auf dem sechsten Platz, waren aber auf den letzten fünfhundert Metern das zweitschnellste Boot. Es gewannen die sowjetischen Ruderer Anatoli Sass und Alexander Timoschinin mit einer Sekunde Vorsprung vor den lange Zeit führenden Niederländern Henricus Droog und Leendert van Dis. Mit 1,41 Sekunden Rückstand auf die Niederländer gewannen Nunn und Maher die Bronzemedaille.
Drei Jahre später erruderte Nunn im Doppelzweier zusammen mit Tom McKibbon die Bronzemedaille bei den Panamerikanischen Spielen 1971.
Nunn machte seinen MBA an der University of Michigan und gründete später eine Firma, die Metallbauteile für die Luftfahrtindustrie vertrieb.